# Agonisme
Agonisme er en politisk teori, som fremhæver potentielle positive aspekter i nogle former for politiske konflikter.
 Der er for få eller ingen kildehenvisninger i denne artikel, hvilket er et problem. Du kan hjælpe ved at angive troværdige kilder til de påstande, som fremføres i artiklen.